# 阿部正俊
阿部 正俊（あべ まさとし、1942年11月4日 - 2020年10月25日）は、日本の厚生官僚、政治家。
厚生省老人保健福祉局長を経て、自由民主党参議院議員（2期）を務めた。

## 来歴・人物
山形県北村山郡小田島村（現東根市）出身。山形県立山形東高等学校を経て、東北大学法学部を卒業。
左目を5歳の時に事故で失い、左耳も高校生の時に聞こえなくなった。大学時代、障害者施設の花壇作りや農家に泊まり込んで農作業を手伝うワークキャンプに打ち込み、活動を通じ、社会福祉の整備が手付かずになっていると痛感する。
1966年4月、国の社会福祉の仕組みを築くために厚生省に入省。1978年12月、橋本龍太郎厚生大臣秘書官事務取扱。1992年7月、官房審議官。1994年9月、老人保健福祉局長。
1995年7月の第17回参議院議員通常選挙山形県選挙区に、自民党政調会長で県連会長であった加藤紘一が、社会党も乗れる人物とみて立候補を要請。結局、自社の話し合いはまとまらなかったが、自民党の推薦と医師会や歯科医師会の積極的な支援を得て無所属で立候補、237,580票獲得で初当選する。当選後、自民党に入党。加藤派、小里派、谷垣派に所属する。
1998年7月、小渕内閣において総務庁政務次官、1999年10月に参議院議院運営委員会理事に就任。 
2001年7月の第19回参議院議員通常選挙で再選。9月に参議院厚生労働委員長に就任。
2002年7月、参議院内閣委員会筆頭理事。10月に党副幹事長 党政調・厚生労働部会副部会長。
2003年7月、参議院外交防衛委員会筆頭理事 、参議院武力攻撃事態への対処に関する特別委員会筆頭理事、9月小泉内閣で外務副大臣に就任。
2007年7月、参議院選挙に立候補せず、政界から引退する。
2015年4月の春の叙勲で旭日重光章を受章する。
2020年10月25日7時21分、膵臓がんのため、東京都内の病院で死去した。
77歳没。死没日付をもって正四位に叙された。

## 著書
- 『成熟社会を創造する』社会保険研究所、1995年。ISBN 4789449807